# Csilla Auth
Csilla Auth (Budapest, 28 aprile 1972) è una cantante ungherese.

## Biografia
Figlia di Boglárka Balázs, una dottoressa, e di Ede Auth, pianista e compositore, nella sua gioventù Csilla Auth si è appassionata alla musica studiando pianoforte e canto. Nel corso degli anni '90 ha lavorato come speaker e DJ per Radio Calypso e come musicista di supporto e corista durante le esibizioni dal vivo per vari artisti ungheresi. Il suo debutto come solista è avvenuto nel 1998 con l'album Egy elfelejtett szó, che ha vinto un disco d'oro per le oltre 25 000 copie vendute in Ungheria. L'album include il suo brano di maggior successo, Féltelek, un duetto con Péter Szolnoki originariamente interpretato dal gruppo Color. Csilla Auth ha fatto il suo debutto a teatro nel 2002 interpretando Sandy Bowles nel musical Cabaret al Teatro Éva Ruttkai di Budapest.

## Discografia

### Album in studio
- 1998 – Egy elfelejtett szó
- 2000 – Minden rendben
- 2003 – A szerelem az esetem
- 2009 – Nekem így...

### Singoli
- 1997 – Különös szilveszter
- 1997 – Vigyél el
- 1998 – El kell, hogy engedj
- 1999 – Féltelek (con Péter Szolnoki)
- 1999 – A dal a miénk
- 2000 – 8-tól fél 6-ig
- 2000 – Költözés
- 2000 – Jól vagyok és pont
- 2001 – Nem akarok túl sokat kérni
- 2003 – Érzés